# Johann Sigismund von Schaesberg

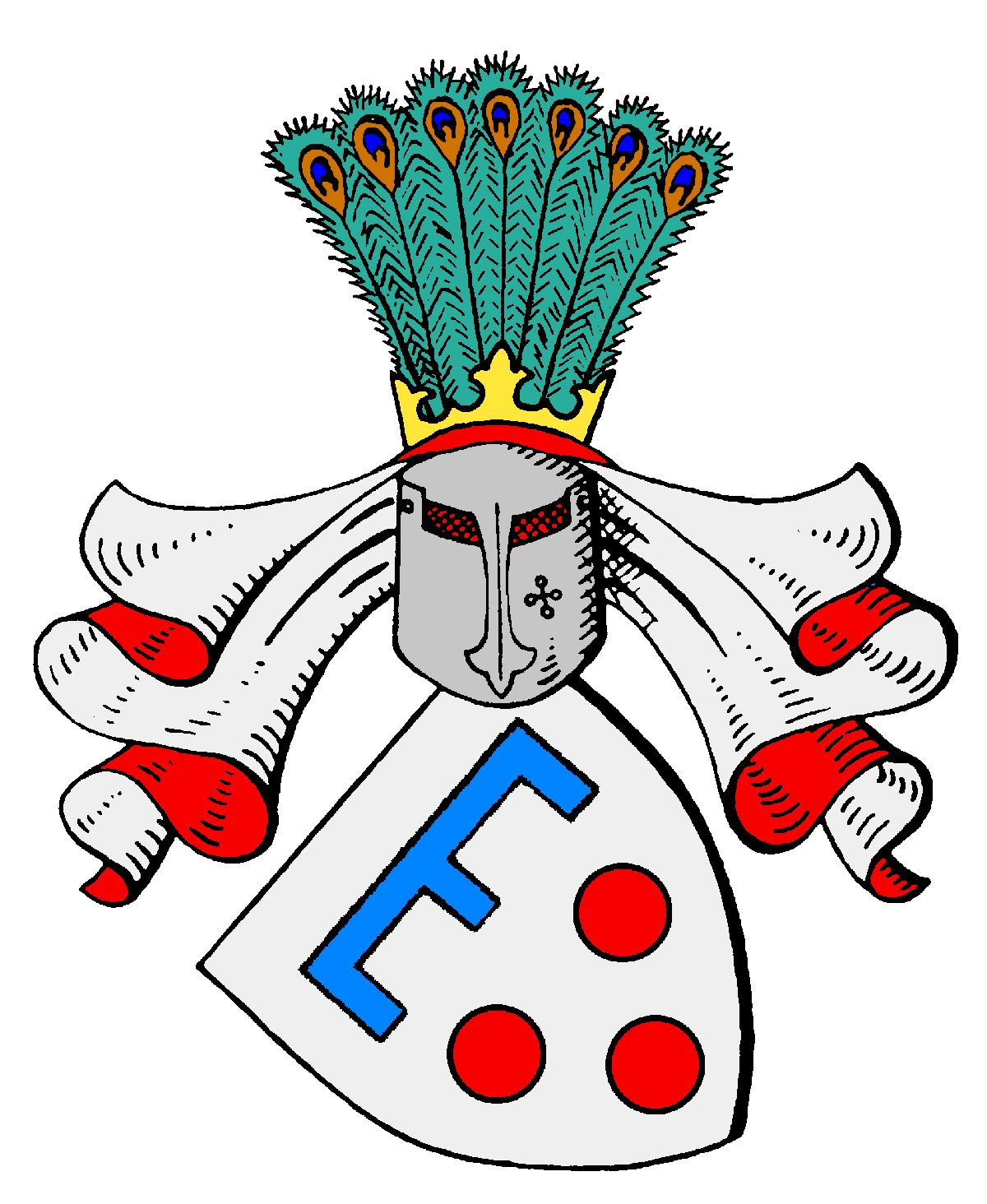
Wappen der Familie von Schaesberg

Johann Sigismund von Schaesberg (* März 1662; † 21. September 1718 in Malta) war ein Ritter des Malteserordens, Kommendator mehrerer Kommenden des Malteserordens und kurfürstlich-pfälzischer und spanischer Geheimrat.

## Leben und Laufbahn
Johann Sigismund von Schaesberg wurde im März 1666 als Sohn des Friedrich Arnold von Schaesberg und seiner Frau Isabella Margaretha von Bernsau geboren. Er trat 1682 auf einer Kavalierstour, die ihn auch nach Malta führte, in den Johanniterorden ein. Vermutlich trat er gleich in die geforderten Dienste (Karawanen) ein und nahm nur ein Jahr später an einer Seeschlacht gegen die Türken unter General Colbert teil, wie die Quelle sagt. Ein größeres Gefecht auf See der Malteser gegen die Türken ist aus diesem Jahr aber nicht überliefert. Er stieg rasch in der Hierarchie auf. Nach seiner Grabinschrift war er bei der Erstürmung von Leuca und Nicopolis beteiligt. Bei den Kämpfen um Coronea wurde er verwundet. Die Angaben beziehen sich auf Lokalitäten auf der Peloponnes (Morea), das 1685 von den Venezianern erobert wurde. 1686 erhielt er die Kommende Villingen, die er bis 1699 (1702?) innehatte. Sein Wappen im Südgiebel der Zehntscheune in Bad Dürrheim erinnert an seine Amtszeit in Villingen. Bereits am 23. November 1689 wurde er zum Kapitän der Ordensgaleere Santa Maria ernannt. In Deutschland war er 1697 Generalrezeptor des Ordens in Niederdeutschland, also zuständig für die Einziehung der Responsgelder der einzelnen Kommenden für den Orden. 1702 erhielt er die Kommenden in Lage, Münster, Steinfurt, Herford und Hasselt. An der Decke und der Empore der ehemaligen Ordenskirche in Herford ließ er sein Wappen anbringen. Angeblich soll er auch Kommendator in Worms gewesen sein. 1704 wurde ihm das Großkreuz des Ordens ehrenhalber verliehen. Am 9. September 1706 wurden die Freiherren von Schaesberg in den Grafenstand erhoben und in das Westfälische Grafenkollegium aufgenommen. Kurfürst Johann Wilhelm von der Pfalz ernannte ihn 1710 zum Geheimen Rat. Auch Kaiser Karl VI. soll ihn für seine ungemeine valor und tapferkeit zum Geheimen Rat ernannt haben. 1715 hatte er den Oberbefehl über die Flotte, die 1715 Morea verteidigte. 1716 hatte er das Amt eines Kommissars für militärische Obliegenheiten in Malta inne. 1717 war für die Novizen in Malta zuständig. Am 21. September 1718 ist er in Malta gestorben. Er wurde in der St. John’s Co-Cathedral in Valletta bestattet und erhielt dort eine prächtige Grabplatte, die sein Leben und Wirken für den Orden kurz beschreibt.